# Alosterna diversipes
Alosterna diversipes es una especie de escarabajo longicornio del género Alosterna, tribu Lepturini, subfamilia Lepturinae. Fue descrita científicamente por Pic en 1929.
La especie se mantiene activa durante los meses de mayo, junio y julio.

## Descripción
Mide 5-8 milímetros de longitud.

## Distribución
Se distribuye por China, Corea y Rusia.